# Луи Маршан
Луи Маршан (на френски: Louis Marchand, 2 февруари 1669 – 17 февруари 1732) е виртуозен органист и клавесинист.

## Биография
Маршан е роден в Лион, Франция. На 31 години той става „Органист на краля“. Той бил познат като цветиста и ярка натура, наричан „Великият Маршан“. През 1717 г. пой пристига в Дрезден. Той пристигнал от Германия, тъй като изпаднал в немилост пред своя господар. Дрезденският концертмайстор Волюмие решава да покани вече известният изпълнител Йохан Себастиан Бах и да устрои музикално състезание между двамата. Бах уведомил Маршан писмено, че е готов да приеме всяка музикална задача, която му постави, а от своя страна той да направи същото. Бах и Маршан се съгласяват да участват. Цялата общественост се вълнувала от турнира, който трябвало да се състои в къщата на министъра граф Флеминг. Поканените арбитри и Бах дошли в уговорения час, но тъй като Маршан се бавил, изпратили хора да го извикат. Оказало се, че Маршан (който явно предния ден е успял да послуша изпълнение на Бах) спешно и тайно е напуснал града с извънредна пощенска кола. Състезанието се проваля и Бах свири сам, възхищавайки слушателите си.
Не са оцелели благонадеждни свидетелства за него от по-късен период, което сочи че неговият маниер станал навярно безинтересен. След като съпругата на Маршан го напуснала, кралят определил да му намалят заплатата на половина. Като отговор, пред събралата се дворцова публика, той прекъснал един свой концерт по средата и заявил на краля, че щом жена му му получавала половината от заплатата, то тя да би следвало да довърши другата половина от концерта.
Въпреки успеха и популярността на Маршан, само няколко арии, кантати и клавирни сюити били публикувани през (последните през 1702 г.). Третата му колекция от 14 клавирни пиеси била открита във Франция през 2003 г. Маршан умира в Париж.